# Паркърсбърг (Западна Вирджиния)
Паркърсбърг (на английски: Parkersburg) е град в щата Западна Вирджиния, САЩ. Паркърсбърг е с население от 30 096 жители (по приблизителна оценка за 2017 г.), което го прави 3-ти по население в щата му. Площта му е 31,6 кв. км. Намира се в часова зона UTC-5 на 187 м н.в. Телефонният му код е 304. Получава статут на град през 1810 г.